# Händel-Gesellschaft

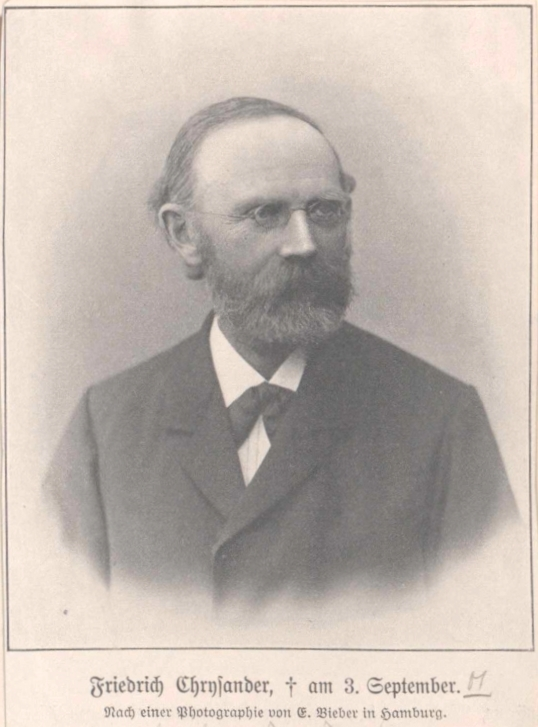
Friedrich Chrysander in un ritratto di Emil Bieber

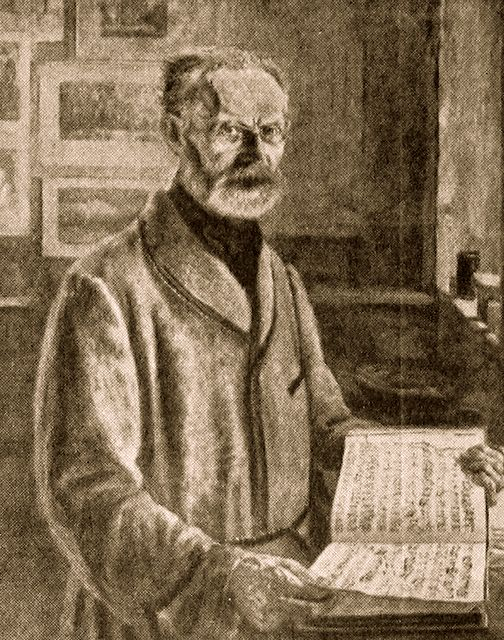
Friedrich Chrysander

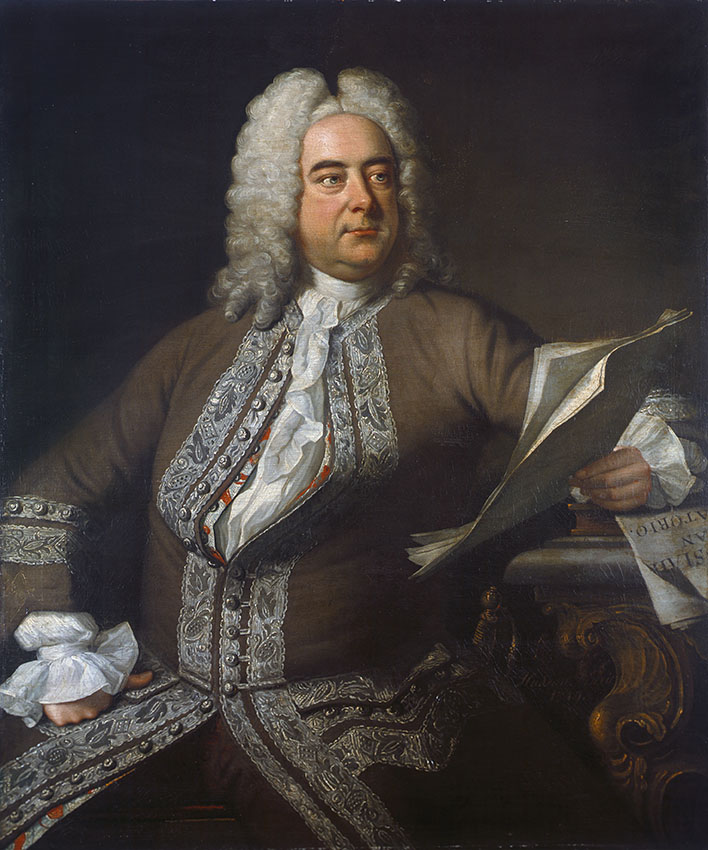
Georg Friedrich Händel

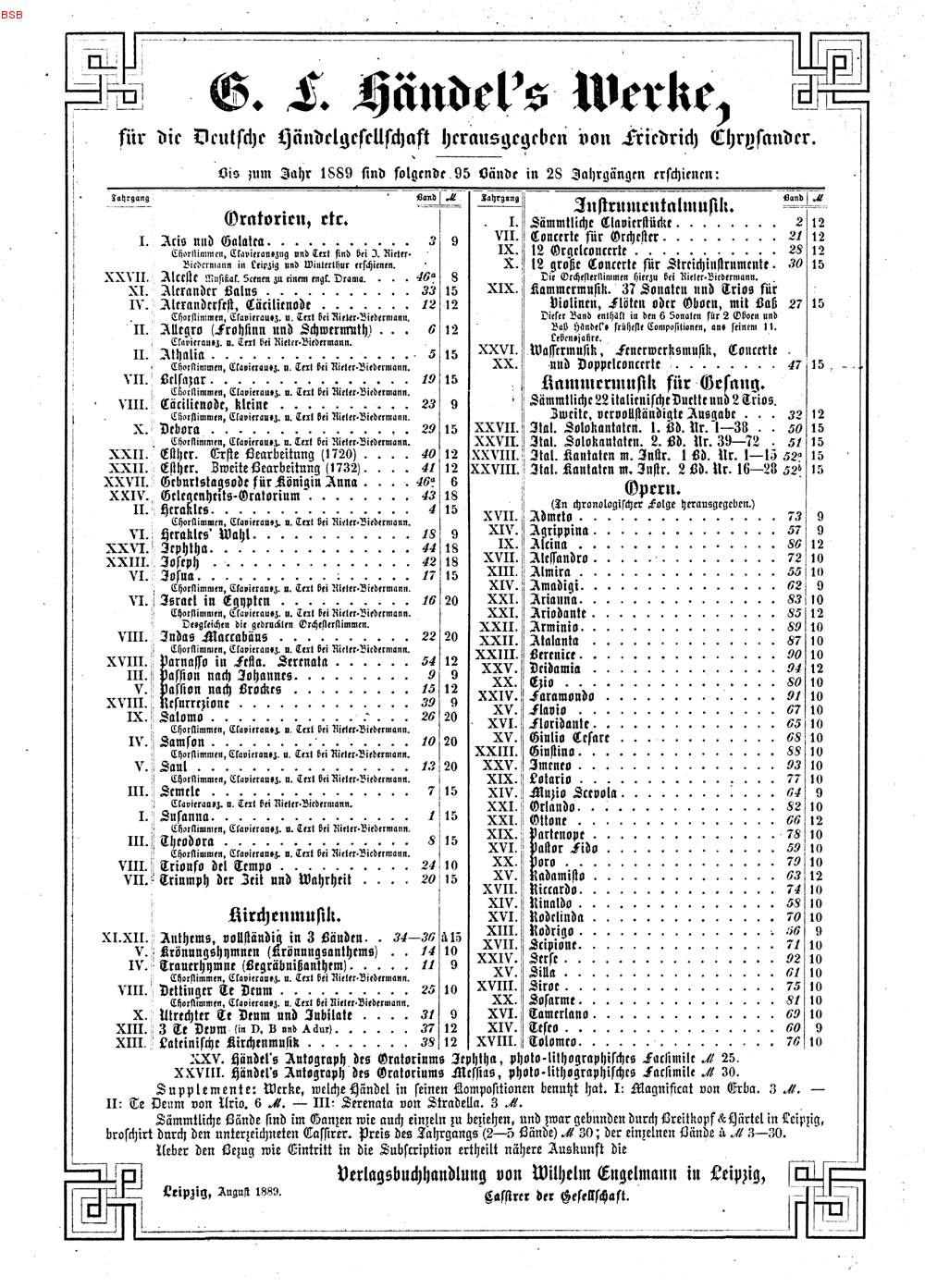

Tra il 1858 e il 1902, la Händel-Gesellschaft, o "German Handel Society", produsse un'edizione della raccolta di 105 volumi delle opere di Georg Friedrich Händel. Anche se la raccolta è stata avviata dalla società, molti dei volumi sono stati pubblicati da Friedrich Chrysander lavorando da solo (Chrysander fu il maggior contributore per quasi tutti i volumi). La formulazione sul frontespizio dei volumi è "Georg Friedrich Händel's Werke. Ausgabe der Deutschen Händelgesellschaft" che si traduce come "Opere di Georg Friedrich Händel. Edizione della Società Tedesca di Handel". Il lavoro di Chrysander è stato criticato, ma è anche stata elogiata l'importanza della sua realizzazione. L'abbreviazione "HG" della collezione può essere utilizzata per identificare singole opere di Händel; ad esempio il Messiah di Händel può essere definito come "HG xlv" (con numerali romani "xlv" che indicando che il lavoro è il volume 45). Per l'uso pratico, il sistema HG è stato sostituito dal sistema di numerazione HWV. I 105 volumi non contengono le opere complete di Handel, con almeno 250 delle sue opere inedite nella collezione.

## Storia
Prima della Händelgesellschaft, erano state prodotte almeno due edizioni delle raccolte di opere di Händel. La raccolta di 180 volumi di Samuel Arnold è stata realizzata tra il 1787 e il 1797, tuttavia era ben lungi dall'essere completa e comprendeva, per esempio, solo cinque delle 42 opere italiane di Händel. L'altra collezione importante fu prodotta dalla English Handel Society (fondata da Sir George Macfarren) tra il 1843 e il 1858, tuttavia anche quella era incompleta.
Nel 1856 fu fondata da Chrysander e lo storico letterario Georg Gottfried Gervinus la Händel-Gesellschaft (con Chrysander unico editore attivo).

## La società
Nonostante il riferimento ad una "società" nel nome della "Händel-Gesellschaft" (compreso un consiglio di amministrazione), l'edizione è stata prodotta quasi interamente da Chrysander, che ha portato avanti la pubblicazione dell'edizione anche quando la società è uscita del progetto. Chrysander aveva istituito un ufficio nel giardino di casa sua e dal 1862 in poi sovrintese personalmente all'incisione ed alla stampa dell'edizione. Inoltre, vendeva la frutta e la verdura coltivate nel suo giardino per ricavare ulteriori redditi durante gli anni di pubblicazione.
Il primo volume (1858) è stato preparato da Julius Rietz (anche se con risultati che scontentarono Chrysander). Max Seiffert assistette più tardi ad alcune delle edizioni.
Per il fatto di essere più completa rispetto a collezioni precedenti, l'edizione "Händel-Gesellschaft" è stata a lungo considerata il riferimento standard per le opere di Händel. Quando l'Hallische Händel-Ausgabe fu inaugurato nel 1955, fu in un primo momento inteso come un supplemento al lavoro di Chrysander, e solo più tardi (nel 1958) è diventato una edizione completa critica a sé stante.

## Critiche
Alcuni hanno criticato gli sforzi di Chrysander, come uno scrittore che dichiarò che «era un autocrate, che si sentiva la legge stessa, che spesso faceva le sue scelte secondo i suoi desideri, che cambiava e rivedeva a suo piacere e che avrebbe anche falsificato dei documenti per soddisfare i suoi scopi," e un altro criticò la sua "selezione arbitraria del materiale nelle opere più complesse e la sua incapacità di spiegare i suoi metodi."
Ci sono anche problemi come la rinumerazione delle sonate da camera originariamente pubblicate da Händel come sua op. 1 e op. 2; per esempio, la Sonata Trio in si bemolle per due violini e basso continuo op. 2 n. 3, appare nell'edizione "Händel-Gesellschaft" come op. 2 n. 4. Queste rinumerazioni di Chrysander hanno provocato una confusione che persiste ancora.
Nel 1911 l'Encyclopædia Britannica, Eleventh Edition, undicesima edizione, commenta che "L'edizione completa del "Handelgesellschaft" tedesca soffre per essere il lavoro di un uomo che non avrebbe mai riconosciuto che il suo compito era al di là delle possibilità di un singolo uomo ... Eppure i servizi di Chrysander nel restauro di Händel sono al di là della lode ".

## Struttura della società
All'epoca della pubblicazione del primo volume della Händelgesellschaft nel 1858, la società era gestita da amministratori ed un comitato. I seguenti dati sono stati presi dalle informazioni stampate nel primo volume:

### Amministratori
Gli amministratori: (In tedesco: directorium) erano:
- Jul. Rietz, Presidente
- M. Hauptmann, Segretario
- Breitkopf & Härtel, Cassiere
- Fr. Chrysander
- G. G. Gervinus

### Comitato
I 27 membri del comitato (in tedesco: ausschuss) erano:
| C. F. Becker a Lipsia                    | Direttore J. F. Kittl a Praga                           | Prof. J. Moscheles a Lipsia                 |
| Prof. L. Bischoff a Colonia              | Dr. E. Krüger ad Aurich                                 | Direttore musicale G. D. Otten ad Amburgo   |
| Dr. Faisst a Stuttgart                   | Gen.-Direttore musicale Fr. Lachnerin Monaco di Baviera | Graf von Redern a Berlin                    |
| Direttore musicale R. Franz a Halle      | Kapellmeister V. Lachner a Mannheim                     | Direttore musicale F. W. Rühl a Francoforte |
| C. P. G. Grädener ad Amburgo             | Hofkapellmeister Dr. Liszt a Weimar                     | Victor Schoelcher a Londra                  |
| Direttore musicale H. Giehne a Karlsruhe | Prof. Jul. Maier a Monaco                               | Schnyder von Wartensee a Francoforte        |
| Kapellmeister Fr. Hauser a Monaco        | Direttore musicale C. A. Mangold a Darmstadt            | Direttore musicale E. Sobolewski a Brema    |
| Kapellmeister Fr. Hiller a Colonia       | Direttore musicale Fr. Marpurg a Magonza                | Direttore musicale Jul Stern a Berlino      |
| Prof. O. Jahn a Bonn                     | Gen.-Direttore musicale G. Meyerbeer a Berlino          | Hofkapellmeister A. Wehner a Hannover       |

La struttura della società è stata stampata nei seguenti quindici volumi: 1, 5, 9, 12, 15, 18, 21, 23, 28, 34, 36, 56, 65, 71 e 76.

## Volumi
Le pubblicazioni sono state etichettate come "Lieferung" (che in tedesco significa "consegna") seguito da un numero romano che indica il numero del volume. Ad esempio, il quarto volume (che contiene l'oratorio Ercole) è stato etichettato come "Lieferung IV". I volumi sono anche a volte indicato come "bande".
Salvo nella tabella che segue, Chrysander ha scritto la prefazione per ogni volume. Tutti i volumi sono in tedesco, ma la maggior parte (ancora una volta di seguito indicato) sono varie traduzioni in inglese. Quando un volume contiene più di un lavoro, l'ordinamento dei numeri HWV indica l'ordine in cui i lavori sono stati pubblicati all'interno del volume. L'ortografia tedesca originale dei titoli di volume è stata mantenuta.
I 105 volumi (che comprende sei volumi di supplemento) pubblicati nella Händelgesellschaft (da notare che il volume 49 non fu mai pubblicato) sono:
| Vol.     | Titolo                                                                                      | Data prefazione  | Editore     | Genere                    | Pagine | Note e lavori (compresi i numeri HWV). |
| -------- | ------------------------------------------------------------------------------------------- | ---------------- | ----------- | ------------------------- | ------ | --- |
| I        | Susanna                                                                                     | 16 ottobre 1858  | The society | Oratorio                  | 251    | Contiene la partitura (su 216 pagine) per l'oratorio Susanna' (HWV 66). Il volume inizia con tre pagine di testo (in tedesco) intitolate "Ankündigung" e "einer vollständigen Ausgabe von Händel's Werken" (che significa "Annuncio" e "un'edizione completa delle opere di Handel"). Contiene il testo dell'opera (anche in inglese). |
| II       | Klavierstücke                                                                               | 23 febbraio 1859 | The society | Tastiera (solo)           | 189    | Contiene la partitura (su 174 pagine) di alcune opere per tastiera di Handel. Il volume inizia con una pagina (in tedesco) della società Breitkoft & Härtel intitolata "An die Mitglieder der deutschen Händelgesellschaft" (che significa "Ai membri della Società tedesca di Handel"). Sotto il titolo Erste Sammlung (Prima raccolta) ci sono le seguenti otto opere: Suite de pièce Vol. 1: HWV 426, 427, 428, 429, 430, 431, 432, 433 Sotto il titolo Zweite Sammlung (Seconda raccolta) ci sono le seguenti nove opere: Suite de pièce Vol. 2: HWV 494 & 434/4, 435, 436, 437, 438, 439, 440, 441, 442 (HWV 437 contiene la famosa Sarabanda di Handel) Sotto il titolo Dritts Sammlung (Terza raccolta) ci sono le seguenti dodici opere: HWV 447, 452, 483, 490, 485, 575 e 496,?, 481, 574, 585, 577, 578 Sotto il titolo Vierte Sammlung (Quarta raccolta) ci sono le seguenti sei opere: Fuga I – VI: HWV 605, 606, 607, 608, 609, 610 |
| III      | Acis und Galatea. Pastoral                                                                  | 25 marzo 1859    | The society | Masque                    | 151    | Contiene la partitura (su 132 pagine) per il masque pastorale Acis e Galatea (HWV 49). Non ci sono indicazioni su chi abbia scritto la prefazione. Contiene il testo dell'opera (sempre in inglese). |
| IV       | Herakles                                                                                    | 1 agosto 1859    | The society | Oratorio                  | 286    | Contiene la partitura (su 262 pagine) per l'oratorio Ercole (HWV 60). Non ci sono indicazioni su chi abbia scritto la prefazione. Contiene il testo dell'opera (anche in inglese). |
| V        | Athalia                                                                                     | 1 novembre 1859  | The society | Oratorio                  | 240    | Contiene la partitura (su 215 pagine) per l'oratorio Athalia (HWV 52). Non ci sono indicazioni su chi abbia scritto la prefazione. Contiene il testo dell'opera (anche in inglese). |
| VI       | L'Allegro, il Penseroso ed il Moderato                                                      | 26 dicembre 1859 | The society | Oratorio                  | 208    | Contiene la partitura (su 180 pagine) per l'oratorio L'Allegro, il Penseroso ed il Moderato (HWV 55). La partitura include un'appendice di sette pagine. Non ci sono indicazioni su chi abbia scritto la prefazione. Contiene il testo dell'opera (anche in inglese). |
| VII      | Semele                                                                                      | 1 luglio 1860    | The society | Oratorio                  | 260    | Contiene la partitura (su 234 pagine) per l'oratorio Semele (HWV 58). Contiene una breve prefazione di Richter. Contiene il testo dell'opera (anche in inglese). |
| VIII     | Theodora                                                                                    | 31 dicembre 1860 | The society | Oratorio                  | {246   | Contiene la partitura (su 223 pagine) per l'oratorio Teodora (HWV 68). La partitura include un'appendice di tre pagine. Contiene il testo dell'opera (anche in inglese). |
| IX       | Passion nach dem Evang. Johannes                                                            | 25 dicembre 1860 | The society | Passion                   | 106    | Contiene la partitura (su 78 pagine) per la "Passione secondo l'evangelista Giovanni". Si ritiene che il lavoro sia stato composto dal compositore tedesco Georg Böhm. Contiene il testo dell'opera (anche in inglese). |
| X        | Samson                                                                                      | 31 luglio 1861   | The society | Oratorio                  | 330    | Contiene la partitura (su 296 pagine) per l'oratorio Sansone (HWV 57). La partitura include un'appendice di sette pagine. Contiene il testo dell'opera (anche in inglese). |
| XI       | Trauerhymne auf den Tod der Königin Karoline                                                | 1 dicembre 1861  | The society | Anthem                    | 96     | Contiene la partitura (su 81 pagine) per l'anthem The Ways of Zion Do Mourn / Funeral Anthem for Queen Caroline (HWV 264). Contiene il testo dell'opera (anche in inglese). |
| XII      | Alexander's Fest                                                                            | 15 gennaio 1862  | The society | Ode                       | 190    | Contiene la partitura (su 162 pagine) per l'ode Alexander's Feast (HWV 75). Il volume fornisce un sottotitolo per l'opera come oder die Macht der Tonkunstp (che significa "o il potere della musica"). Contiene il testo dell'opera (anche in inglese). |
| XIII     | Saul                                                                                        | 1 luglio 1862    | The society | Oratorio                  | 302    | Contiene la partitura (su 286 pagine) per l'oratorio Saul (HWV 53). La partitura include un'appendice di 18 pagine. Contiene il testo dell'opera (anche in inglese). |
| XIV      | Krönungshymnen für König Georg II                                                           | 1 gennaio 1863   | The society | Anthem                    | 138    | Contiene la partitura (su 129 pagine) per i quattro inni dell'incoronazione: Zadok the Priest (HWV 258), The King Shall Rejoice (HWV 260), My Heart is Inditing (HWV 261) e Let Thy Hand be Stengthened (HWV 259). Contiene il testo dell'opera (anche in inglese). |
| XV       | Passion nach B. H. Brockes                                                                  | 1 marzo 1863     | The society | Passione                  | 172    | Contiene la partitura (su 155 pagine) per la passione La passione di Brockes (HWV 48). Contiene il testo dell'opera (con la traduzione in inglese stampata nella musica). Dopo la prefazione, ci sono le scuse del traduttore per la scadente esecuzione della sua parte di questo lavoro. |
| XVI      | Israel in Aegypten                                                                          | 1 agosto 1863    | The society | Oratorio                  | 290    | Contiene la partitura (su 279 pagine) per l'oratorio Israele in Egitto (HWV 54). Contiene il testo dell'opera (anche in inglese). |
| XVII     | Josua                                                                                       | 1 marzo 1864     | The society | Oratorio                  | 213    | Contiene la partitura (su 199 pagine) per l'oratorio Joshua (HWV 64). Contiene il testo dell'opera (anche in inglese). |
| XVIII    | Die Wahl des Herakles                                                                       | 1 May 1864       | The society | Oratorio                  | 112    | Contiene la partitura (su 90 pagine) per l'oratorio La scelta di Ercole (HWV 69). Contiene il testo dell'opera (anche in inglese). |
| XIX      | Belsazar                                                                                    | 1 novembre 1864  | The society | Oratorio                  | 294    | Contiene la partitura (su 267 pagine) per l'oratorio Baldassar (HWV 61). La partitura contiene un'appendice di sei pagine. Contiene il testo dell'opera (anche in inglese). |
| XX       | Sieg der Zeit und Wahrheit                                                                  | 1 luglio 1865    | The society | Oratorio                  | 202    | Contiene la partitura (su 168 pagine) per l'oratorio Il trionfo del tempo e del disinganno (HWV 71). Contiene il testo dell'opera (anche in inglese). |
| XXI      | Instrumental-Concerte                                                                       | 1 agosto 1865    | The society | Concerto                  | 139    | Contiene la partitura (su 116 pagine) di sei concerti grossi (il set "Opus 3") e vari altri concerti e opere strumentali. Nella pubblicazione compaiono i seguenti lavori: Op. 3: HWV 312, 313, 314, 315, 316, 317 Oboe Concertos 1, 2, and 3: HWV 301, 302a, 287 Other: HWV 318 (concerto grosso), 302b (largo), 288 (concerto per violino) |
| XXII     | Judas Maccabäus                                                                             | 1 gennaio 1866   | The society | Oratorio                  | 256    | Contiene la partitura (su 231 pagine) per l'oratorio Giuda Maccabeo (HWV 63). Contiene il testo dell'opera (anche in inglese). |
| XXIII    | Cäcilien-Ode                                                                                | 16 ottobre 1866  | The society | Ode                       | 112    | Contiene la partitura (su 87 pagine) per l'ode Ode per il giorno di santa Cecilia (HWV 76). La partitura contiene un'appendice di otto pagine. Contiene il testo dell'opera (anche in inglese). |
| XXIV     | Il Trionfo del Tempo e dell Verità                                                          | 16 ottobre 1866  | The society | Oratorio                  | 130    | Contiene la partitura (su 120 pagine) per l'oratorio Il trionfo del Tempo e della Verità (HWV 46b). Contiene il testo dell'opera (anche in inglese). |
| XXV      | Dettinger Te Deum                                                                           | 1 novembre 1866  | The society | Cantico                   | 118    | Contiene la partitura (su 108 pagine) per il cantico Dettingen Te Deum (HWV 283). Contiene il testo dell'opera (anche in inglese). |
| XXVI     | Salomo                                                                                      | 1 dicembre 1867  | The society | Oratorio                  | 334    | Contiene la partitura (su 327 pagine) per l'oratorio Solomon (HWV 67). Contiene il testo dell'opera (anche in inglese). |
| XXVII    | Kammermusik Sonate da Camera                                                                | 15 aprile 1879   | The society | Musica da camera          | 216    | Contiene la partitura (su 200 pagine) per i set di sonate strumentali "Opus 1", "Opus 2" e "Opus 5" (così come molte altre sonate). Anche la prefazione è scritta in inglese. Si noti che il numero delle sonate nelle parti uno, tre e quattro differisce dal numero indicato dal titolo della sezione. Parte I: Fifteen Solo sonatas: (Le seguenti sono generalmente considerate i lavori dell'Opus 1, comprese le aggiunte di Chrysander alla precedente pubblicazione di Walsh. Vedi i singoli lavori per maggiori dettagli.) HWV 379, 359b, 360, 361, 362, 363b, 364a, 365, 366, 367b, 368, 369, 370, 371, 372, 373 Parte II: Sei sonate per due oboi e basso: HWV 380, 381, 382, 383, 384, 385 Parte III: :Nove Sonate per due Violini & C e Basso (Si noti che la numerazione dell'Opus 2 fornita di seguito è considerata la numerazione moderna, e non i numeri dell'opera impliciti da Chrysander, che tendono ad essere fuori di uno.) HWV 386b (Op.2 No.1), 386a, 387 (Op.2 No.2), 392, 388 (Op.2 No.3), 389 (Op.2 No.4), 390a (Op.2 No.5), 391 (Op.2 No.6), 393, 394 Parte IV: Sei Sonate per due Violini & C e Basso: (Le seguenti sono considerate le opere dell'Opus 5 nn. 1–7). HWV 396, 397, 398, 399, 400, 401, 402 |
| XXVIII   | 12 Orgel – Concerte mit Orchester-Begleitung                                                | 1 agosto 1868    | The society | Concerto                  | 158    | Contiene la partitura (su 140 pagine) di dodici concerti per organo (i sei concerti per organo che compongono la serie "Opus 4" e i sei concerti per organo che costituiscono la serie "Opus 7"). Le seguenti opere compaiono nel volume: Opus 4: HWV 289, 290, 291, 292, 293, 294 Opus 7: HWV 306, 307, 308, 309, 310, 311 |
| XXIX     | Debora                                                                                      | 1 marzo 1869     | The society | Oratorio                  | 292    | Contiene la partitura (su 243 pagine) per l'oratorio Deborah (HWV 51). La partitura contiene un'appendice di otto pagine. Contiene il testo dell'opera (anche in inglese). |
| XXX      | 12 Grosse Concerte                                                                          | 20 dicembre 1869 | The society | Concerto                  | 185    | Contiene la partitura (su 180 pagine) di dodici concerti grossi (il set "Opus 6"). Nella pubblicazione compaiono i seguenti lavori: Opus 6 (1–12): HWV 319, 320, 321, 322, 323, 324, 325, 326, 327, 328, 329, 330 |
| XXXI     | Utrechter Te Deum und Jubilate                                                              | 1 dicembre 1869  | The society | Cantico                   | 95     | Contiene la partitura (su 87 pagine) del Te Deum "Utrecht" (HWV 278) e la partitura del "Jubilate" Utrecht (HWV 279). A pagina 44 c'è una riproduzione dell'ultima pagina del Te Deum, scritta a mano da Händel. |
| XXXII    | Italienische Duette und Trios                                                               | 1 May 1870       | The society | Duetti e Trii             | 122    | Contiene la partitura (su 109 pagine) di tredici Duetti Italiani e due Trii Italiani. L'edizione del 1870 del volume era un sottoinsieme dell'edizione del 1880. Tutto il testo delle opere è fornito sia in tedesco che in italiano (ad eccezione del duetto XIII che ha solo il testo italiano contro la partitura). Le opere incluse nel volume sono: Duetti: HWV 194, 198, 184, 180, 199, 178, 191, 196, 185, 197, 188, 183 (spurio), 193 Trii: HWV 201a, 200 |
| XXXIIa   | Italienische Duette und Trios                                                               | 1 agosto 1880    | The society | Duetti e Trii             | 190    | Contiene la partitura (su 175 pagine) di ventidue duetti italiani e due trii italiani. L'edizione del 1880 è etichettata "XXXIIa" (con la "a" scritta a mano sul frontespizio). Tutto il testo delle opere è fornito sia in tedesco che in italiano. L'edizione del 1880 del volume era un superset dell'edizione del 1870 e contiene quanto segue: Duetti: HWV 182a, 182b, 183 (spurious), 187, 194, 198, 184, 180, 199, 178, 191, 196, 185, 197, 188, 193, 192, 189, 190, 181, 186, 179 Trii: HWV 201a, 200 |
| XXXIII   | Alexander Balus                                                                             | 1 giugno 1870    | The society | Oratorio                  | 233    | Contiene la partitura (su 213 pagine) per l'oratorio Alexander Balus (HWV 65). Contiene il testo dell'opera (anche in inglese). |
| XXXIV    | Psalem – Erster Band                                                                        | 1 febbraio 1871  | The society | Anthem (Salmo)            | 315    | Contiene la partitura (su 288 pagine) per nove inni (basato sui Salmi). Il primo (in tedesco: erster) di tre volumi contenenti gli inni del Salmo. Contiene il testo delle opere (anche in inglese). Con l'eccezione dell'inno VB, tutti nel volume sono considerati parte dei Chandos Anthems. Il volume contiene le seguenti opere: Anthem I: HWV 246; anthem II: HWV 247; Anthem III: HWV 248; Anthem IV: HWV 249b; Anthem VA: HWV 250a; Anthem VB: HWV 250b; Anthem VIA: HWV 251b; Anthem VIB: HWV 251c; Anthem VIC: HWV 251a |
| XXXV     | Psalem – Zweiter Band                                                                       | 16 ottobre 1871  | The society | Anthem (Salmo)            | 314    | Contiene la partitura (su 300 pagine) per sei inni (basato sui Salmi). Il secondo (tedesco: zweiter) di tre volumi contenenti gli inni del Salmo. Contiene il testo delle opere (anche in inglese). I primi cinque inni del volume sono considerati parte dei Chandos Anthems. Il volume contiene le seguenti opere: Anthem VII: HWV 252; Anthem VIII: HWV 253; Anthem IX: HWV 254; Anthem X: HWV 255; Anthem XIA: HWV 256a; Anthem XIB: HWV 256b |
| XXXVI    | Psalem – Dritter Band                                                                       | 1 May 1872       | The society | Anthem (Salmo)            | 269    | Contiene la partitura (su 247 pagine) per sette inni (basato sui Salmi). Il terzo (tedesco: dritter) di tre volumi contenenti gli inni del Salmo. Contiene il testo delle opere (anche in inglese). Gli ultimi due inni del volume sono posti in appendice. Il volume contiene le seguenti opere: Anthem XII: HWV 257 (spurious); Anthem XIII (Wedding Anthem.A): HWV 262; Anthem XIV (Wedding Anthem.B): HWV 263; Dettingen Anthem: HWV 265; Foundling Hospital Anthem XVI: HWV 268; Anthem IVA: HWV 249a; Anthem VID: HWV 251d |
| XXXVII   | Drei Te Deum                                                                                | 20 dicembre 1872 | The society | Cantico                   | 150    | Contiene la partitura (su 138 pagine) di tre opere: il "Queen Caroline" Te Deum (HWV 280), il "Chandos" Te Deum (HWV 281), e un altro Te Deum (HWV 282). Contiene il testo delle opere (anche in inglese). |
| XXXVIII  | Lateinische Kirchenmusik                                                                    | 20 dicembre 1872 | The society | Musica da chiesa (latino) | 184    | Contiene la partitura (su 172 pagine) di sette opere di musica da chiesa latina: I. PsalmusA (Laudate pueri Dominum): HWV 236; II. PsalmusB (Laudate pueri Dominum): HWV 237; III. Psalmus (Dixit Dominus): HWV 232; IV. Psalmus (Nisi Dominus): HWV 238; V. Salve Regina (HWV 241); VI. Motetto: HWV 242; VII. Alleluja Amen (I: HWV 272, II: HWV 273, III: HWV 274, IV: HWV 270, V: HWV 269, VI: HWV 271) |
| XXXIX    | La Resurrezione                                                                             | 20 aprile 1878   | The society | Oratorio                  | 100    | Contiene la partitura (su 78 pagine) dell'oratorio La resurrezione (The resurrection) (HWV 47). Una brevissima prefazione è stampata anche in inglese. Contiene il testo dell'opera (anche in italiano). |
| XL       | Esther – Erste Bearbeitung                                                                  | 20 aprile 1882   | The society | Oratorio                  | 160    | Contiene la partitura (su 139 pagine) dell'oratorio (masque) Esther (HWV 50a). Chrysander stampa che la versione pubblicata dell'opera fu composta nel 1720 (quando probabilmente era il 1718). Erste Bearbeitung significa prima revisione. Contiene il testo dell'opera (anche in inglese). |
| XLI      | Esther – Zweite Bearbeitung                                                                 | 15 dicembre 1882 | The society | Oratorio                  | 203    | Contiene la partitura (su 172 pagine) dell'oratorio Esther (HWV 50b). Contiene un'ampia prefazione (anche in inglese) sulle differenze tra 50a e 50b (composta nel 1732). Zweite Bearbeitung significa seconda revisione. Contiene il testo dell'opera (anche in inglese). |
| XLII     | Joseph                                                                                      | 15 novembre 1883 | The society | Oratorio                  | 286    | Contiene la partitura (su 260 pagine) dell'oratorio Joseph (HWV 59). Contiene il testo dell'opera (anche in inglese). Anche la prefazione è in inglese. La partitura include un'appendice di una pagina. |
| XLIII    | Belegenheits-Oratorium                                                                      | 11 novembre 1884 | The society | Oratorio                  | 286    | Contiene la partitura (su 267 pagine) dell'oratorio Oratorio occasionale (HWV 62). Contiene il testo dell'opera (anche in inglese). The foreword is also in English. |
| XLIV     | Jephtha                                                                                     | 31 May 1886      | The society | Oratorio                  | 289    | Contiene la partitura (su 260 pagine) dell'oratorio Jephtha (HWV 70). Contiene il testo dell'opera (anche in inglese). The foreword is also in English. |
| XLIVa    | Jephtha                                                                                     | 15 febbraio 1885 | The society | Oratorio                  | 276    | Contiene la score (manuscript facsimile) (su 268 pagine) dell'oratorio Jephtha (HWV 70). Contiene la partitura nella grafia originale di Handel. |
| XLV      | Der Messias                                                                                 | 1902             | Chrysander  | Oratorio                  | 334    | Contiene la score (band 45) (su 317 pagine) dell'oratorio Messiah (HWV 56). Contiene il testo dell'opera (anche in inglese). La prefazione è anche in inglese. Pubblicato da Max Seiffert dopo la morte di Chrysander (nel 1901) ma basato sul lavoro di Chrysander. |
| XLVa     | Messiah                                                                                     | 1 agosto 1892    | Chrysander  | Oratorio                  | 350    | Contiene la score (band 45a) (su 330 pagine) dell'oratorio Messiah (HWV 56). La prefazione è anche in inglese. Contiene la partitura nella grafia originale di Handel. |
| XLVIa    | Ode für den Geburtstag der Königin Anna                                                     | agosto 1887      | Chrysander  | Ode                       | 70     | Contiene la partitura (su 54 pagine) dell'oratorio Ode per il compleanno della regina Anna (HWV 74). Contiene il testo dell'opera (anche in inglese). La prefazione è anche in inglese. |
| XLVIb    | Alceste                                                                                     | 11 novembre 1887 | Chrysander  | Masque                    | 100    | Contiene la partitura (su 87 pagine) del masque Alceste (HWV 45). Contiene il testo dell'opera (anche in inglese). La prefazione è anche in inglese. L'opera contiene un'appendice di quattro pagine. |
| XLVII    | Wassermusik, Feuerwerksmusik Concerte und Doppelconcerte für grosses Orchester              | 11 novembre 1886 | Chrysander  | Concerto                  | 291    | Contiene la partitura (su 241 pagine) di otto concerti compresi le varie suite Musica sull'acqua e Musica per i reali fuochi d'artificio. Il titolo del volume si traduce come "Musica sull'acqua, fuochi d'artificio, concerti di musica e doppi concerti per grande orchestra". Le opere contenute nel volume sono: Concerto in fa maggiore (HWV 342); Suite in fa maggiore: Water – Music (HWV 348, HWV 349, HWV 350). Nota: Chrysander ha pubblicato in una suite ciò che ora è diviso in tre; Concerto A in fa maggiore (HWV 335b), e il Concerto B in re maggiore (HWV 335a). Nota: questi due concerti sono versioni dell'ouverture della suite Fireworks; Suite in re maggiore: Firework – Music (HWV 351); Concerti a due cori I, II, e III (HWV 332, HWV 333, e HWV 334) |
| XLVIII   | Sammlung verschiedener Instrumental-Werke für Orgel und Klavier, Orchester-und Kammer-Musik | 1 settembre 1894 | Chrysander  | Strumentale               | 264    | Contiene la partitura (su 247 pagine) di una grande quantità di musica strumentale. Il titolo del volume si traduce come "Raccolta di opere strumentali per organo e pianoforte, orchestra e musica da camera". Le opere contenute nel volume sono: Erste Abtheilung (Prima divisione): Concerto I (HWV 295); Concerto II (HWV 296a); Concerti III-VI (riduzioni per tastiera di HWV 328, 319, 323, 324); Concerto (HWV 303); Concerto (HWV 304); Concerto (HWV 305); Zweite Abtheilung (Seconda Divisione): Ouverture all'Oreste (HWV A11); Ouverture a Alessandro Severo (HWV A13); Ouverture a Trionfo del Tempo (HWV 336); Sonata per viola da gamba (spuria); Sonata VI (HWV 364a); Sonata XVI (HWV 374); Sonata XVII (HWV 375); Sonata XVIII (HWV 376); Allegro (HWV 340); Minuetto (? but one of the ones in the range 532–543); Largo (? HWV 342); Marcia (HWV ?); Marcia (HWV ?); Hornpipe (HWV 356); Dritte Abtheilung (Terza Divisione): Suite - solo allemande e sarabande (HWV 440); Suite – solo sarabanda (HWV 439); Suite – solo preludio (HWV 437); Sonatina – solo sonatina (HWV 475); Suite (HWV 449); Suite a due clavicembali (HWV 446); Suite (HWV 571); Suite (HWV 448); Partita (spuria); Sechs kleine Fugen (spurious); Lesson (?spurious); Overture al Pastor Fido (HWV 8); Aria da Radamisto (HWV 12); Aria da Rinaldo (HWV 7); 38 pagine di arrangiamenti per tastiera di William Babell's dell'ouverture e nove arie da Rinaldo. |
| XLIX     | —                                                                                           | —                | —           | —                         |        | Non è stata effettuata alcuna pubblicazione. |
| L        | Cantate a voce solo e basso (Libro Primo)                                                   | 1 agosto 1887    | Chrysander  | Cantata                   | 204    | Contiene la partitura (su 188 pagine) di 38 cantate per voce sola e basso figurato (si noti che la cantata 6 è divisa in HWV 91a e HWV 91b). La prefazione è anche in inglese. I seguenti numeri HWV compaiono nella pubblicazione: HWV 77, 80, 84, 88, 90, 91a, 91b, 93, 102a, 100, 103, 104, 106, 107, 108, 109a, 109b, 111a, 111b, 112, 114, 115, 116, 120b, 121b, 127a, 127b, 125b, 126c, 128, 129, 130, 131, 132c, 132a, 135b, 136a, 137, 133 |
| LI       | Cantate a voce solo e basso (Libro Secondo)                                                 | 11 novembre 1887 | Chrysander  | Cantata                   | 186    | Contiene la partitura (su 172 pagine) di 35 cantate per voce sola e basso figurato. La prefazione è anche in inglese. I seguenti numeri HWV vengono visualizzati nella pubblicazione: HWV 138, 139a, 139b, 139c, 141, 146, 144, 145, 147, 148, 151, 152, 153, 156, 157, 160a, 160b, 160c, 161a, 161b, 158a, 158b, 159, 162, 163, 164a, 167a, 168, 169, 172, 174, 175, 176, 177, 118 |
| LIIA     | Cantate con strumenti (Libro Primo)                                                         | 20 agosto 1888   | Chrysander  | Cantata                   | 192    | Contiene la partitura (su 178 pagine) di 15 cantate per voce e strumenti. I seguenti numeri HWV vengono visualizzati nella pubblicazione: HWV 78, 81, 83, 119, 166, 89, 87, 124, 92, 97, 98, 99, 105, 110, 113 |
| LIIB     | Cantate con strumenti (Libro Secondo)                                                       | 15 agosto 1889   | Chrysander  | Cantata                   | 174    | Contiene la partitura (su 159 pagine) di 9 cantate e 4 frammenti per voce e strumenti. La prefazione è anche in inglese. I seguenti numeri HWV vengono visualizzati nella pubblicazione: HWV: 122, 134, 140, 143, 165, 170, 171, 173, 96, La pubblicazione ha un'appendice con i seguenti quattro frammenti di cantata: HWV: un frammento senza numero HWV (ma aggiunto ad Arresta il passo), 230, 132b, 123 |
| LIII     | Aci, Galatea, e Polifemo. Serenata                                                          | 1 aprile 1892    | Chrysander  | Serenata                  | 118    | Contiene la partitura (su 100 pagine) per la cantata drammatica (serenata) Aci, Galatea e Polifemo (HWV 72). La prefazione è anche in inglese. Contiene il testo dell'opera (anche in inglese). |
| LIV      | Parnasso in Festa. Serenata                                                                 | 20 aprile 1878   | The Society | Serenata                  | 146    | Contiene la partitura (su 136 pagine) per la serenata Parnasso in Festa (HWV 73). Anche la breve prefazione è in inglese. Contiene il testo dell'opera (anche in inglese). |
| LV       | Almira                                                                                      | 1 agosto 1873    | The Society | Opera                     | 132    | Contiene la partitura (su 119 pagine) per l'opera Almira (HWV 1). Anche la breve prefazione è in inglese. Contiene il testo dell'opera (nella partitura). |
| LVI      | Rodrigo                                                                                     | 1 agosto 1873    | The Society | Opera                     | 113    | Contiene la partitura (su 96 pagine) per l'opera Rodrigo (HWV 5). Anche la breve prefazione è in inglese. Contiene il testo dell'opera (nella partitura). |
| LVII     | Agrippina                                                                                   | 1 gennaio 1874   | The Society | Opera                     | 154    | Contiene la partitura (su 139 pagine) per l'opera Agrippina (HWV 6). Anche la breve prefazione è in inglese. Contiene il testo dell'opera (nella partitura). |
| LVIII    | Rinaldo                                                                                     | 1 gennaio 1874   | The Society | Opera                     | 130    | Contiene la partitura (su 115 pagine) per l'opera Rinaldo (HWV 7a). Anche la breve prefazione è in inglese. Contiene il testo dell'opera (nella partitura). |
| LVIIIa   | Rinaldo                                                                                     | 1 ottobre 1894   | Chrysander  | Opera                     | 230    | Contiene la partitura (su 214 pagine) per l'opera Rinaldo (contiene entrambe le versioni HWV 7a e HWV 7b). La prefazione è anche in inglese. Contiene il testo dell'opera (nella partitura). |
| LIX      | Il Pastor Fido                                                                              | 1 agosto 1876    | The Society | Opera                     | 88     | Contiene la partitura (su 72 pagine) per l'opera Il Pastor Fido (HWV 8a). Anche la breve prefazione è in inglese. Contiene il testo dell'opera (nella partitura). |
| LX       | Teseo                                                                                       | 1 agosto 1874    | The Society | Opera                     | 126    | Contiene la partitura (su 112 pagine) per l'opera Teseo (HWV 9). Anche la breve prefazione è in inglese. Contiene il testo dell'opera (nella partitura). La partitura include un'appendice di una pagina. |
| LXI      | Silla                                                                                       | 30 gennaio 1875  | The Society | Opera                     | 74     | Contiene la partitura (su 59 pagine) per l'opera Silla (HWV 10). Anche la breve prefazione è in inglese. Contiene il testo dell'opera (nella partitura). |
| LXII     | Amadigi                                                                                     | 1 agosto 1874    | The Society | Opera                     | 114    | Contiene la partitura (su 100 pagine) per l'opera Amadigi di Gaula (HWV 11). Anche la breve prefazione è in inglese. Contiene il testo dell'opera (nella partitura). |
| LXIII    | Radamisto                                                                                   | 30 gennaio 1875  | The Society | Opera                     | 222    | Contiene la partitura (su 207 pagine) per l'opera Radimisto (HWV 12). Anche la breve prefazione è in inglese. Contiene il testo dell'opera (nella partitura). |
| LXIV     | Muzio Scevola                                                                               | 1 agosto 1874    | The Society | Opera                     | 86     | Contiene la partitura (su 72 pagine) per l'opera Muzio Scevola (HWV 13). Anche la breve prefazione è in inglese. Contiene il testo dell'opera (nella partitura). |
| LXV      | Floridante                                                                                  | 15 gennaio 1876  | The Society | Opera                     | 152    | Contiene la partitura (su 131 pagine) per l'opera Floridante (HWV 14). Anche la breve prefazione è in inglese. Contiene il testo dell'opera (nella partitura). La partitura include un'appendice di sette pagine. |
| LXVI     | Ottone                                                                                      | 16 ottobre 1881  | The Society | Opera                     | 158    | Contiene la partitura (su 144 pagine) per l'opera Ottone (HWV 15). Contiene il testo dell'opera (nella partitura). La partitura include un'appendice di ventun pagine. |
| LXVII    | Flavio                                                                                      | 1 agosto 1875    | The Society | Opera                     | 96     | Contiene la partitura (su 88 pagine) per l'opera Flavio (HWV 16). Anche la breve prefazione è in inglese. Contiene il testo dell'opera (nella partitura). |
| LXVIII   | Giulio Cesare                                                                               | 1 agosto 1875    | The Society | Opera                     | 164    | Contiene la partitura (su 156 pagine) per l'opera Giulio Cesare (HWV 17). Anche la breve prefazione è in inglese. Contiene il testo dell'opera (nella partitura). |
| LXIX     | Tamerlano                                                                                   | 1 agosto 1876    | The Society | Opera                     | 170    | Contiene la partitura (su 156 pagine) per l'opera Tamerlano (HWV 18). Anche la breve prefazione è in inglese. Contiene il testo dell'opera (nella partitura). La partitura include un'appendice di dodici pagine. |
| LXX      | Rodelinda                                                                                   | 15 gennaio 1876  | The Society | Opera                     | 138    | Contiene la partitura (su 123 pagine) per l'opera Rodelinda (HWV 19). Anche la breve prefazione è in inglese. Contiene il testo dell'opera (nella partitura). La partitura include un'appendice di quindici pagine. |
| LXXI     | Scipione                                                                                    | 1 aprile 1877    | The Society | Opera                     | 154    | Contiene la partitura (su 135 pagine) per l'opera Scipione (HWV 20). Anche la breve prefazione è in inglese. Contiene il testo dell'opera (nella partitura). La partitura include un'appendice di diciannove pagine. |
| LXXII    | Alessandro                                                                                  | 1 aprile 1877    | The Society | Opera                     | 150    | Contiene la partitura (su 136 pagine) per l'opera Alessandro (HWV 21). Anche la breve prefazione è in inglese. Contiene il testo dell'opera (nella partitura). La partitura include un'appendice di quattro pagine. |
| LXXIII   | Admeto                                                                                      | 1 ottobre 1877   | The Society | Opera                     | 142    | Contiene la partitura (su 128 pagine) per l'opera Admeto (HWV 22). Anche la breve prefazione è in inglese. Contiene il testo dell'opera (nella partitura). La partitura include un'appendice di otto pagine. |
| LXXIV    | Riccardo Primo                                                                              | 1 ottobre 1877   | The Society | Opera                     | 140    | Contiene la partitura (su 127 pagine) per l'opera Riccardo Primo (HWV 23). Anche la breve prefazione è in inglese. Contiene il testo dell'opera (nella partitura). La partitura include un'appendice di tre pagine. |
| LXXV     | Siroe                                                                                       | 1 ottobre 1878   | The Society | Opera                     | 118    | Contiene la partitura (su 104 pagine) per l'opera Siroe (HWV 24). Anche la breve prefazione è in inglese. Contiene il testo dell'opera (nella partitura). |
| LXXVI    | Tolomeo                                                                                     | 1 ottobre 1878   | The Society | Opera                     | 110    | Contiene la partitura (su 95 pagine) per l'opera Tolomeo (HWV 25). Anche la breve prefazione è in inglese. Contiene il testo dell'opera (nella partitura). La partitura include un'appendice di sette pagine. |
| LXXVII   | Lotario                                                                                     | 1 agosto 1879    | The Society | Opera                     | 138    | Contiene la partitura (su 124 pagine) per l'opera Lotario (HWV 26). Anche la breve prefazione è in inglese. Contiene il testo dell'opera (nella partitura). |
| LXXVIII  | Partenope                                                                                   | 1 agosto 1879    | The Society | Opera                     | 136    | Contiene la partitura (su 126 pagine) per l'opera Partenope (HWV 27). Anche la breve prefazione è in inglese. Contiene il testo dell'opera (nella partitura). |
| LXXIX    | Poro                                                                                        | 15 aprile 1880   | The Society | Opera                     | 132    | Contiene la partitura (su pagine) per l'opera Poro (HWV 28). Anche la breve prefazione è in inglese. Contiene il testo dell'opera (nella partitura). La partitura include un'appendice di ventidue pagine. |
| LXXX     | Ezio                                                                                        | 15 aprile 1880   | The Society | Opera                     | 130    | Contiene la partitura (su 116 pagine) per l'opera Ezio (HWV 29). Anche la breve prefazione è in inglese. Contiene il testo dell'opera (nella partitura). |
| LXXXI    | Sosarme                                                                                     | 1 agosto 1880    | The Society | Opera                     | 126    | Contiene la partitura (su 112 pagine) per l'opera Sosarme (HWV 30). Anche la breve prefazione è in inglese. Contiene il testo dell'opera (nella partitura). |
| LXXXII   | Orlando                                                                                     | 1 aprile 1881    | The Society | Opera                     | 127    | Contiene la partitura (su 112 pagine) per l'opera Orlando (HWV 31). Contiene il testo dell'opera (nella partitura). |
| LXXXIII  | Arianna                                                                                     | 1 aprile 1881    | The Society | Opera                     | 130    | Contiene la partitura (su 119 pagine) per l'opera Arianna (HWV 32). Contiene il testo dell'opera (nella partitura). |
| LXXXIV   | Terpsicore, Prologo, e la seconda versione dell Opera Il Pastor Fido                        | 11 novembre 1890 | Chrysander  | Opera                     | 134    | Contiene la partitura (su 115 pagine) per l'opera Il pastor fido (HWV 8b and HWV 8c). La prefazione è anche in inglese. Contiene il testo dell'opera (nella partitura). |
| LXXXV    | Ariodante                                                                                   | 16 ottobre 1881  | The Society | Opera                     | 154    | Contiene la partitura (su 143 pagine) per l'opera Ariodante (HWV 33). Contiene il testo dell'opera (nella partitura). |
| LXXXVI   | Alcina                                                                                      | 1 agosto 1868    | The Society | Opera                     | 160    | Contiene la partitura (su 150 pagine) per l'opera Alcina (HWV 34). Anche la breve prefazione è in inglese. Contiene il testo dell'opera (nella partitura). |
| LXXXVII  | Atalanta                                                                                    | 15 aprile 1882   | The Society | Opera                     | 102    | Contiene la partitura (su 92 pagine) per l'opera Atalanta (HWV 35). Anche la breve prefazione è in inglese. Contiene il testo dell'opera (nella partitura). |
| LXXXVIII | Giustino                                                                                    | 15 aprile 1883   | The Society | Opera                     | 130    | Contiene la partitura (su 119 pagine) per l'opera Giustino (HWV 37). Anche la breve prefazione è in inglese. Contiene il testo dell'opera (nella partitura). |
| LXXXIX   | Arminio                                                                                     | 15 ottobre 1882  | The Society | Opera                     | 115    | Contiene la partitura (su 104 pagine) per l'opera Arminio (HWV 36). Anche la breve prefazione è in inglese. Contiene il testo dell'opera (nella partitura). |
| XC       | Berenice                                                                                    | 15 aprile 1883   | The Society | Opera                     | 114    | Contiene la partitura (su 104 pagine) per l'opera Berenice (HWV 38). Anche la breve prefazione è in inglese. Contiene il testo dell'opera (nella partitura). La partitura include un'appendice di cinque pagine. |
| XCI      | Faramondo                                                                                   | 15 aprile 1884   | The Society | Opera                     | 138    | Contiene la partitura (su 128 pagine) per l'opera Faramondo (HWV 39). Anche la breve prefazione è in inglese. Contiene il testo dell'opera (nella partitura). |
| XCII     | Serse                                                                                       | 15 aprile 1884   | The Society | Opera                     | 127    | Contiene la partitura (su 123 pagine) per l'opera Serse (HWV 40). Anche la breve prefazione è in inglese. Contiene il testo dell'opera (nella partitura). |
| XCIII    | Imeneo                                                                                      | 8 luglio 1885    | The Society | Opera                     | 124    | Contiene la partitura (su 112 pagine) per l'opera Imeneo (HWV 41). Contiene il testo dell'opera (nella partitura). |
| XCIV     | Deidamia                                                                                    | 8 luglio 1885    | The Society | Opera                     | 154    | Contiene la partitura (su 144 pagine) per l'opera Deidamia (HWV 42). Contiene il testo dell'opera (nella partitura). |
| Suppl. 1 | Manificat von D. Erba                                                                       | 1 agosto 1888    | Chrysander  | Magnificat                | 74     | Contiene la partitura (su 64 pagine) tratto da un manoscritto inscritto "Magnificat del Rd. Sigr. Erba". Contiene anche due pagine di manoscritto scritto a mano. Non è chiaro se il lavoro sia di Handel o se Handel abbia "preso in prestito" il lavoro. |
| Suppl. 2 | Te Deum von Francesco Antonio Urio                                                          | 9 febbraio 1902  | Chrysander  | Te Deum                   | 168    | Contiene la partitura (su 160 pagine) di un Te Deum diby Francesco Antonio Urio. Pubblicato da Max Seiffert dopo la morte di Chrysander (nel 1901) ma basato sul lavoro di Chrysander. Handel ha utilizzato parti del Te Deum in molte delle sue opere (tra cui Israele in Egitto e il Dettingen Te Deum). |
| Suppl. 3 | Serenata von Alessandro Stradella                                                           | 15 agosto 1888   | Chrysander  | Serenata                  | 64     | Contiene la partitura (su 56 pagine) di una serenata di Alessandro Stradella. Contiene il testo dell'opera (nella partitura). |
| Suppl. 4 | Fünf italienische Duette von Giovanni Carlo Maria Clari                                     | 28 febbraio 1892 | Chrysander  | Duetti                    | 91     | Contiene la partitura (su 84 pagine) di cinque duetti vocali italiani con accompagnamento alla tastiera di Giovanni Carlo Maria Clari. |
| Suppl. 5 | Componimenti Musicali per il Cembalo von Gottlieb Muffat                                    | 16 ottobre 1895  | Chrysander  | Tastiera                  | 186    | Contiene la partitura (su 165 pagine) di Musical compositions for the harpsichord di Gottlieb Muffat. Il volume contiene sette composizioni principali e un'opera di due pagine dal titolo Particolari Segni delle Maniere. Il volume contiene sette pagine di elaborata introduzione in formato orizzontale. |
| Suppl. 6 | Octavia von Reinhard Keiser                                                                 | 31 May 1902      | Chrysander  | Opera                     | 226    | Contiene la partitura (su 216 pagine) dell'opera Octavia by Reinhard Keiser. Pubblicato da Max Seiffert dopo la morte di Chrysander (nel 1901) ma basato sul lavoro di Chrysander. Contiene il testo dell'opera (nella partitura). |

## Lavori Non pubblicati
Di seguito è elencata la maggior parte dei numeri HWV non inclusi nei volumi Händelgesellschaft:
| Genre                     | Numeri HWV non inclusi nei volumi Händelgesellschaft: |
| ------------------------- | --- |
| Opera                     | 2, 3, 4, A2, A5, A11 and A13 (solo le aperture pubblicate nel volume 48), A14 |
| Musica di scena           | 43, 44, 218 |
| Oratorio                  | 46a |
| Cantata                   | 79, 82, 85, 86, 94, 95, 102b, 117, 120a, 121a, 125a, 126a, 126b, 127c, 132d, 135a, 136b, 142, 149, 150, 154, 155, 158c, 161c, 164b, 167b, 177 |
| Inno                      | 202, 203, 204, 205, 206, 207, 208, 209, 210, 269, 270, 271, 272, 273, 274, 275, 276, 277, 284, 285, 286 |
| Aria Italiana             | 211, 212, 213, 214, 215, 216, 217, 219, 220, 221, 222, 223, 224, 225, 227 |
| Canzone Inglese           | 226, 228 (1 a 24) |
| Cantata di chiesa tedesca | 229 (1 a 7) |
| Cantata sacra Italiana    | 233, 234 |
| Musica di chiesa latina   | 231, 235, 239, 240, 243, 244, 245, 276, 277 |
| Anthem                    | 251e, 266, 267 |
| Concerto                  | 296b, 297, 298, 299, 300, 343 |
| Concerto Grosso           | 331, 331-1, 331-2 |
| Orchestra                 | 337, 338, 339, 341, 344, 345, 347, 352, 353, 354, 355, 413 |
| Solo sonata               | 357, 358, 359a, 359b, 363a, 364b, 377, 378, 406, 407, 408, 409, 412, 419 (1 to 6), 420, 421 |
| Trio sonata               | 390b, 395, 403, 404, 405 |
| Insieme di fiati          | 346, 410, 411, 414, 415, 416, 417, 418, 422, 423, 424 |
| Clavicembalo              | 305b, 425, 443, 444, 445, 450, 451, 453, 454, 455, 456 (1 to 5), 457, 458, 459, 460, 461, 462, 463, 464, 465, 466, 467, 468, 469, 470, 471, 472, 473, 474, 476, 477, 478, 479, 480, 482 (1 to 4), 484, 486, 487, 488, 489, 491, 492, 493, 495, 559, 560, 561, 562, 563, 564, 565, 566, 567, 568, 569, 570, 572, 573, 576, 579, 580, 581, 582, 583, 584, 586, 587, 588, 589, 590, 591, 592, 593, 594, 595, 596, 597, 598, 599, 600, 601, 601, 603, 604, 611, 612, A15 (1 to 37) |